# Bandera de Valencia (Venezuela)
La Bandera de Valencia es el pabellón oficial tanto del Municipio Valencia como de su ciudad homónima, siendo esta uno de los tres símbolos cívicos de la localidad. La bandera tiene una proporción de 2:3 y está constituida por tres franjas verticales de igual tamaño de colores amarillo, rojo y verde, con el escudo de armas de la ciudad dentro de la franja roja.

## Construcción
Según las disposiciones establecidas en la ordenanza municipal, la bandera tiene una proporción de 2:3, estando dividida verticalmente en tres franjas iguales cada una coloreada por un color diferente siendo estos el amarillo en la parte izquierda, rojo en la parte media y verde en la parte derecha. En la franja central campea el Escudo de Armas de la Ciudad, con todos sus atributos y colores.
| Colores      | Colores      | Colores     | Colores     | Colores | Colores |
| ------------ | ------------ | ----------- | ----------- | ------- | ------- |
| Denominación | Denominación | Amarillo    | Rojo        | Verde   |         |
| Web          | RGB          | 252-209-22  | 206-17-38   | -       |         |
| Web          | CMYK         | #FCD116     | #CE1126     | -       |         |
| Pantone      | Gráfico      | 116c / 109c | 186c / 032c | -       |         |

### Simbolismo
Acorde a lo establecido en la ordenanza municipal de Valencia, según las intenciones del creador, los colores y elementos conformantes de la bandera tienen los siguientes significados:
- Amarillo: Representa la constancia y la sabiduría de grandes emprendedores valencianos que con su innovación hicieron posible el proceso que transformó a Valencia en ciudad productiva del país, generadora de riquezas y fuentes de empleos, cualidad que ha dado a Valencia el calificativo de “Ciudad Industrial de Venezuela”[2]

- Rojo: Simboliza tanto la sangre derramada por los indios Tacariguas durante su resistencia al proceso de colonización, como también la de los patriotas valencianos que lucharon en el inmortal Campo de Carabobo donde se logró la gesta que selló la Independencia de Venezuela.[2]

- Verde: Referido a la esperanza, fe e idiosincrasia originaria. Además representa la fertilidad agrícola presente en el suelo de importantes zonas de nuestra ciudad[2]

### Escudo de armas
Consiste de un escusón dividido en tres cuarteles: El cuartel de la izquierda contiene la imagen de un indio Tacarigua a orillas del lago de Valencia, en representación de la resistencia indígena al proceso de colonización; el cuartel de la derecha se encuentra la Basílica Catedral de Nuestra Señora del Socorro, monumento histórico nacional e icono cultural de la ciudad; y el cuartel inferior, ocupando toda la parte baja del escudo, se muestra a San Juan Bautista de Borburata simbolizando la unión de las tres etnias que se cruzaron durante el proceso conquista y colonización. Tiene por timbre al Arco de Carabobo como símbolo de victoria e independencia, en las partes laterales del escusón se ubican la figura de dos siembras atadas por la parte inferior con una cinta roja en la que se lee "Valencia, un pueblo libre". De manera cruzada detrás del escusón están dos soportes representando la espada de Simón Bolívar y una lanza indígena adornada con plumas de Guacamaya, en homenaje al Indio Guacamayo, cacique y piache de los Tacariguas.

## Historia y evolución
No se tiene registro alguno de la fecha en que Valencia recibió el título real de ciudad, principalmente a causa de un ataque de piratas franceses en 1677 que destruyó el Ayuntamiento y ocasionó la pérdida de innumerables documentos de importancia como el Acta de la Fundación de la Ciudad. Si bien los datos reales de fundación de la ciudad estuvieron por mucho tiempo en el Archivo General de Indias en la ciudad de Sevilla, estos igualmente se perdieron al sufrir sucesivos traslados a otras ciudades como Madrid y posteriormente al Archivo de Alcalá de Henares, donde un incendio destruyó éste y otros 150.000 legajos en el año de 1939.
A raíz de la distinción otorgada por el Imperio español a Valencia con el título de ciudad, ésta necesitaba de un escudo de armas que representara los honores otorgados por la monarquía. Basados en testimonios y contados archivos que sobrevivieron al paso del tiempo se tiene que la ciudad adquirió tal carácter alrededor del año 1555, por lo que la cédula real contentiva del escudo de armas de Valencia tuvo que venir de la mano del emperador Carlos V (quien gobernó desde 1516 hasta 1556) o de parte del rey Felipe II (gobernante desde 1556 hasta 1598).
Tal hipótesis coincide con el símbolo cívico representativo más antiguo de la ciudad del que se tiene constancia, siendo este un dibujo de un escudo encontrado en 1804 contentivo de un águila bicéfala, signo de la Casa Real de los Austria (Habsburgo), quienes dominaron a España hasta el año 1700. Dicho escudo pasa a ser el símbolo de la ciudad a partir de entonces.
La aparición de la primera bandera de Valencia no tiene lugar sino hasta 1992, cuando se publica una ordenanza con los símbolos cívicos oficiales de la ciudad (bandera, escudo e himno) siendo esta bandera diseñada por Pedro Gramcko Almeida.

### Bandera de Valencia (1992-2009)
Según las disposiciones establecidas en la ordenanza municipal respectiva, la bandera de 1992 (diseñada por Pedro Gramcko Almeida) tiene una proporción de 2:3, estando dividida verticalmente en tres franjas desiguales, correspondiendo el color rojo escarlata a las franjas izquierda y derecha, dejando una granja amarilla del doble del tamaño de las anteriores para la parte media. Por su carácter histórico se incluyó en la franja central el Escudo de Armas histórico encontrado en 1804, con todos sus atributos y colores:

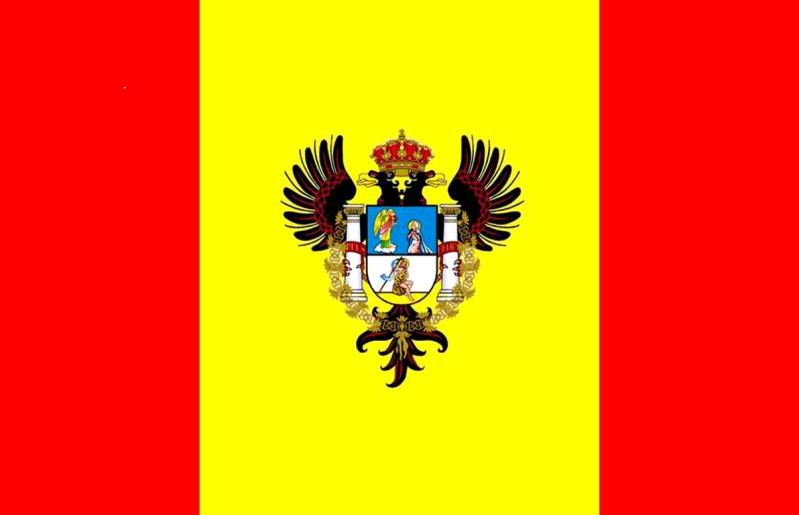
Bandera de Valencia (1992)

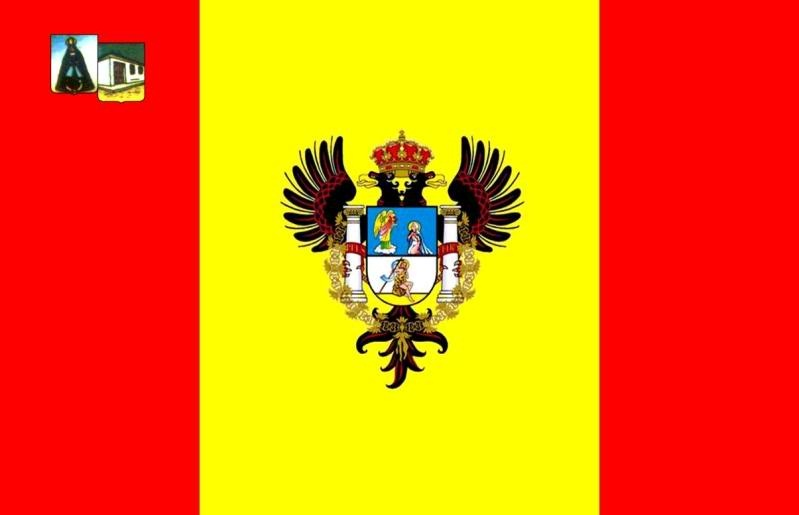
Variante de la Bandera de Valencia (1992)

- Un cuartel superior, en fondo azul, que muestra la anunciación de la Virgen, con el Arcángel a la izquierda y la Virgen ubicada a la derecha.
- Un Cuartel inferior que muestra a San Juan Bautista de Borburata, ciudad donde llegaron los primeros pobladores que luego se radicaron en Valencia.
- Dos Columnas, ubicadas a la izquierda y a la derecha de la parte central: Una lleva la inscripción Plus y la otra Ultra. La significación de estas columnas se basa, en la creencia de los antiguos romanos, de que su mundo terminaba en lo que es hoy el Estrecho de Gibraltar, donde se encontraban estas columnas de Hércules.
- El águila explayada de dos cabezas (bicéfala) signo de la Casa Real de los Austria (Habsburgo) quienes dominaron a España hasta el año 1700.
- La Corona Real sobre el águila, símbolo del Reinado de España al momento de realización del escudo.
- Alrededor de la columna y en parte apoyada el águila, el cordón del vellocino de oro (el cual está también en el Escudo del Rey Carlos I). Las partes laterales muestran el cordón y mechones de la lana de oro (vellocino): El cordero pende de este collar sobre la cola del águila.

Las dos franjas rojas simbolizan la sangre heroica vertida por los Valencianos durante los dos sitiados de Valencia sufridos en marzo y julio de 1814. El color amarillo de la franja central representa la luz radiante del sol al final de la Batalla de Carabobo en 1821, iluminando la independencia definitiva de la patria venezolana.
Existe una variación de esta bandera, la cual incluye en la franja roja adyacente al asta (la izquierda) dos escusones (escudos de pequeño tamaño) los cuales contienen: En el superior, la imagen de Nuestra Señora del Socorro, patrona de la Ciudad, y en el inferior a la Casa de La Estrella, donde se firmó la primera Constitución Nacional que dio nacimiento a la República de Venezuela y separó definitivamente al territorio de la Gran Colombia.

## Bandera actual de Valencia
En 2008, durante la juramentación del Presidente de la República al recién elegido alcalde, Edgardo Parra, se denunció que el escudo de la ciudad aún mantenía los símbolos de la corona de España como elemento encabezante casi 200 años después de la independencia de Venezuela. Ello llevó a que de inmediato se ordenara el cambio de símbolos cívicos de la ciudad, incluyendo la bandera. Luego de la realización de varios concursos abiertos para elegir los nuevos símbolos, el 23 de diciembre de 2009 se promulgó la ordenanza municipal que los oficializaba:;

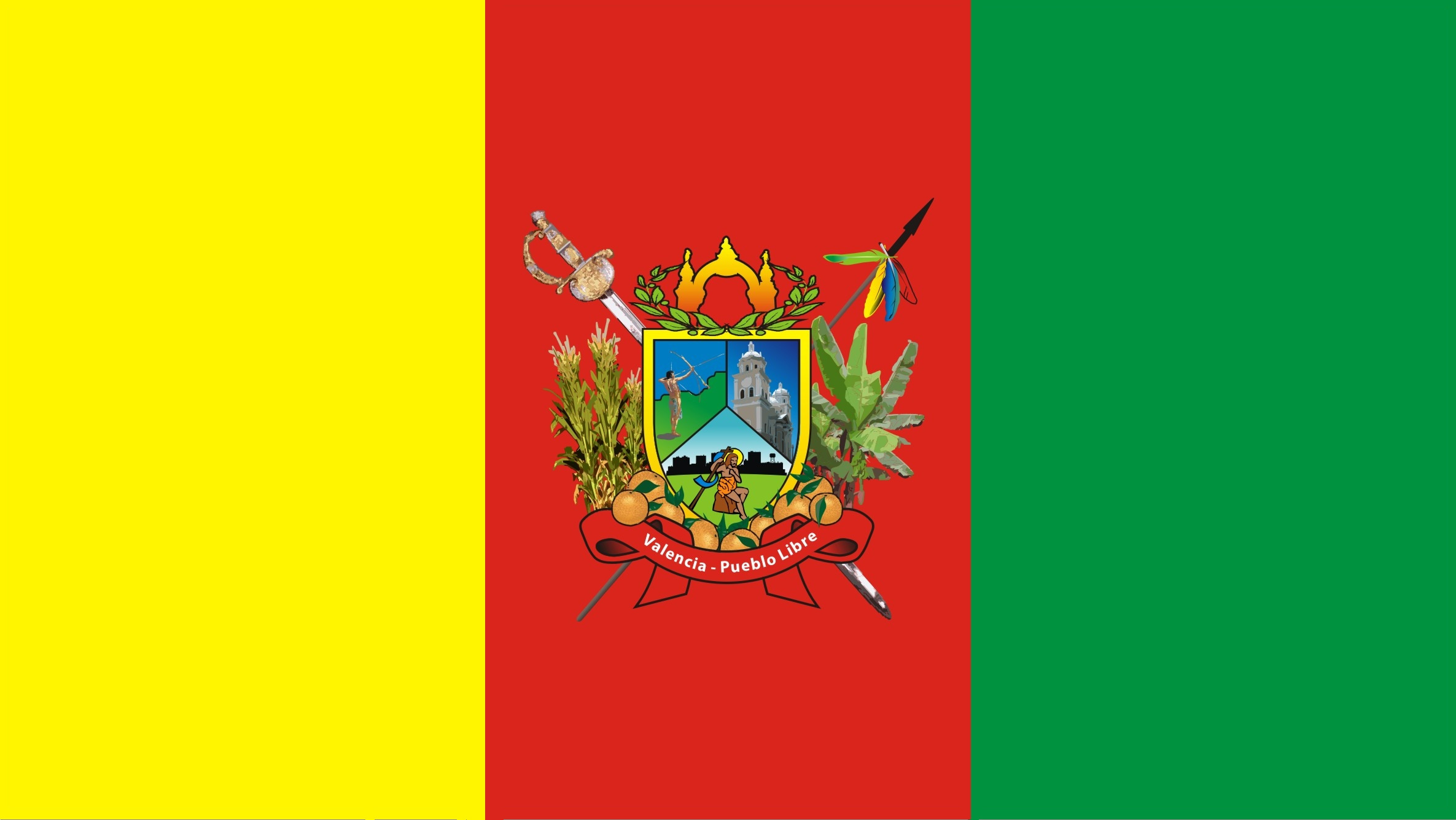
Bandera de Valencia.

### Críticas
El cambio de los símbolos cívicos recibió críticas tanto positivas como negativas por parte de ciudadanos e historiadores de la localidad. El historiador valenciano Oswaldo Feo Caballero, afirmó que:
“El ayuntamiento debe respetar a la gente de Valencia, que tiene esos símbolos como parte del patrimonio de la ciudad. Es irrespetuoso que vengan personas que no saben de nuestra historia a imponernos símbolos que no nos pertenecen. Es irracional tratar de desconocer nuestras vinculaciones con España cuando, desde allá, vinieron los conquistadores y fundaron nuestras ciudades. La bandera es una remembranza de nuestro pasado de lo cual no tenemos por qué avergonzarnos. Es parte de nuestra historia que no podemos cambiar. No sé porque tienen ese empeño”.
Por otra parte, los funcionarios de la Alcaldía afirmaron la necesidad de los cambios, buscándose prioritariamente sustiruir símbolos cívicos heredados de la Valencia colonial por otros que realzaran las raíces históricas del municipio. Partidarios de los cambios realizados alegan que, por haber sido elegidos mediante concurso abierto y posteriormente sometidos a consulta pública, los nuevos símbolos cívicos fueron efectivamente legitimados por la ciudadanía.